# Lichtenklinge

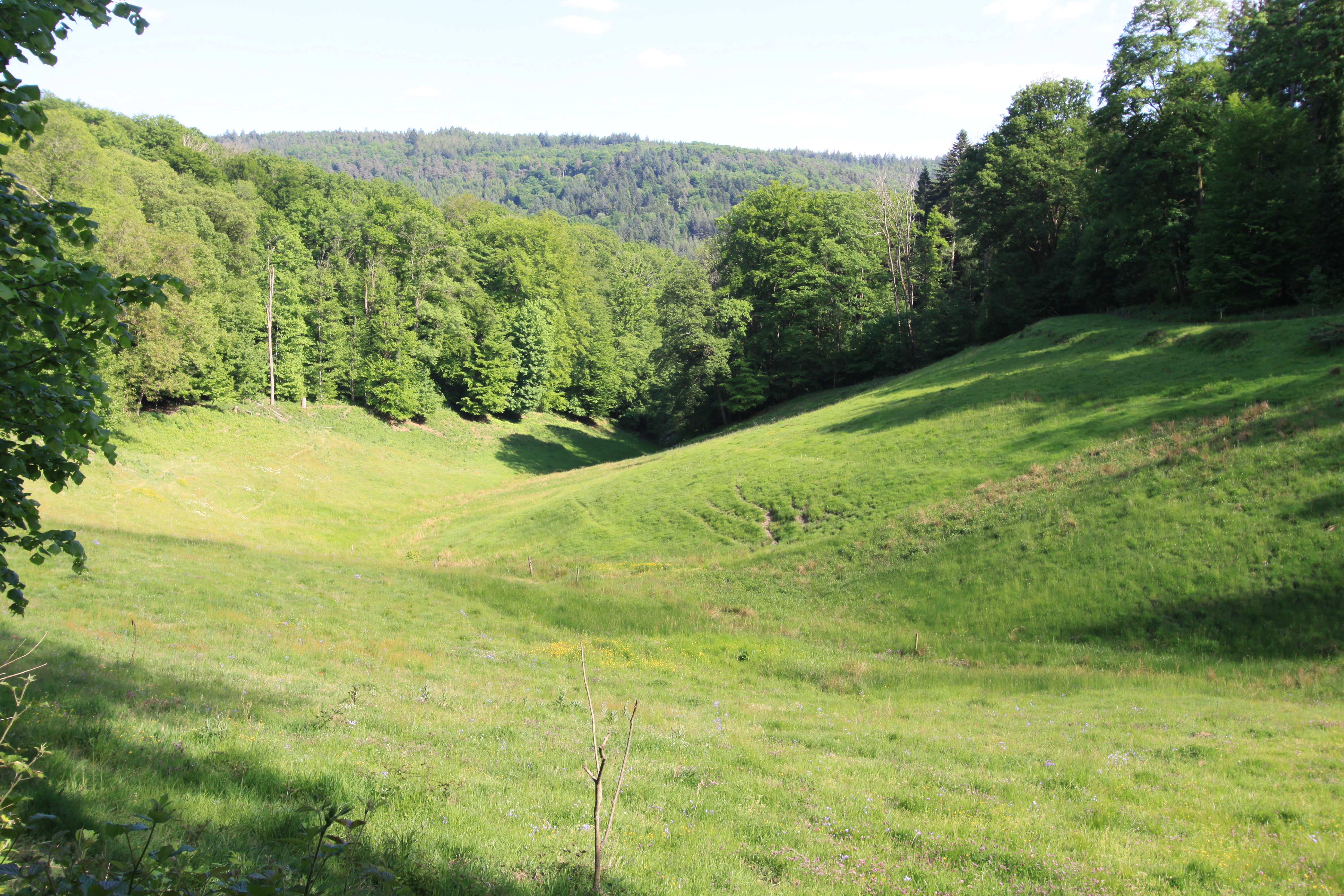
Blick ins Tal von oben

Die Lichtenklinge ist ein kurzes Tal (Klinge) im südlichen, hessischen Odenwald. Es liegt im Süden von Wald-Michelbach, wo es einen nordwestlichen Ausläufer des Tals des Eiterbaches bildet. In ihm fließt der Klingenbach, der von Lichtenklingen kommt.